# Arondismentul Basse-Terre
Arondismentul Basse-Terre (în franceză Arrondissement de Basse-Terre) este un arondisment din Guadelupa, Franța.

## Subdiviziuni

### Cantoane
- Cantonul Baie-Mahault
- Cantonul Basse-Terre-1
- Cantonul Basse-Terre-2
- Cantonul Bouillante
- Cantonul Capesterre-Belle-Eau-1
- Cantonul Capesterre-Belle-Eau-2
- Cantonul Gourbeyre
- Cantonul Goyave
- Cantonul Petit-Bourg
- Cantonul Lamentin
- Cantonul Pointe-Noire
- Cantonul Saint-Claude
- Cantonul Sainte-Rose-1
- Cantonul Sainte-Rose-2
- Cantonul Les Saintes
- Cantonul Trois-Rivières
- Cantonul Vieux-Habitants

### Comune
| 1. Baie-Mahault (97103)         | 2. Baillif (97104)          | 3. Basse-Terre (97105)    | 4. Bouillante (97106)      |
| 5. Capesterre-Belle-Eau (97107) | 6. Deshaies (97111)         | 7. Gourbeyre (97109)      | 8. Goyave (97114)          |
| 9. Lamentin (97115)             | 10. Petit-Bourg (97118)     | 11. Pointe-Noire (97121)  | 12. Saint-Claude (97124)   |
| 13. Sainte-Rose (97129)         | 14. Terre-de-Bas (97130)    | 15. Terre-de-Haut (97131) | 16. Trois-Rivières (97132) |
| 17. Vieux-Fort (97133)          | 18. Vieux-Habitants (97134) |                           |                            |